# Ignatius Dahlin
Ignatius Dahlin, född 17 december 1882 i Karlskoga socken, död 13 november 1938 i Karlskoga, var en svensk direktör.
Efter genomgången handelskurs vid Karlskoga praktiska skola anställdes Dahlin i faderns affär. Efter faderns frånfälle 1919 övertog han tillsammans med brodern Augustinus firman, Aktiebolaget Dahlin, en grosshandel i järnbranschen, vari aktiemajoriteten efter broderns död 1925 övergick till honom. Han var även förtroendeman inom Skandinaviska Kredit AB i Karlskoga. Han var huvudman för Karlskoga härads sparbank och ordförande i Karlskoga elektriska förening. Han var även ledamot i kommunal-, kyrko- och municipalnämnden. Dahlin är begravd på Gamla kyrkogården i Karlskoga.